# Cidacos
Cidacos é para Oliveira de Azeméis o nome de lugar talvez mais carregado de significado e, portanto, de interesse histórico. Basta, aliás, ter em conta que já nas Inquirições Afonsinas ele aparece como “HONRA” e o sítio mais povoado da freguesia. Por outro lado, a filologia aponta-o como um nome antroponímico de origem árabe, formado de “SIDI”, que, naquela língua, quer dizer SENHOR, a que se juntou o sufixo –ACO pluralizado, com o significado de domínios, prédios ou atributos especiais atribuídos ao senhor, como vulgarmente sucede em nomes familiares (sirva de exemplo MAROCAS, de Maria + ocas, a apelar para a feição gorda da pessoa assim chamada). O étimo SIDI deu CID e ZIDI ou ZIDE, nomes que aparecem vulgarmente no nosso Onomástico Medieval a partir de 907. Aliás, assim se chamou o famoso Rui Dias de Bivar, o Campeador (1030 – 1099), herói moçarebe da Península, e é muito crível que aqui se tivesse fixado e dominado também um Cid e sua família, a quem os cristãos ou moçarebes chamariam “Cidacos”, querendo assim significar “domínios de Cid”. Não há, por isso, quaisquer razões para se defender que este topónimo tenha origem em “Civitas + Aquae”, mas as razões apontadas são mais que suficientes para se conservar o topónimo e estampá-lo numa placa de rua, na área envolvente do respectivo lugar.